# Roque Javier Laurenza
Roque Javier Laurenza (Chitré, Herrera, Panamá, 3 de diciembre de 1910-8 de diciembre de 1984) fue un escritor vanguardista, periodista, poeta, ensayista, crítico literario, traductor y diplomático panameño. 

## Biografía
La lectura de su ensayo Los poetas de la generación republicana, el 17 de enero de 1933 en el Instituto Nacional fue decisivo para que su generación se abriera a nuevas corrientes artísticas, en particular en la poesía.
Trabajó en periodismo. Viajó por varios países de América y Europa, siendo cónsul de Panamá en Río de Janeiro y representante nacional de la Unesco en París.
Fue tío del músico panameño Rubén Blades.

## Obras
La mayor parte de su obra (poesía, cuentos, novelas, y conciertos ensayos) permanece inédita o desperdigada en diversas publicaciones.
Poesía
- Campo de juegos (1973)

Ensayo
- Los poetas de la generación republicana (1933)